# 川北駅

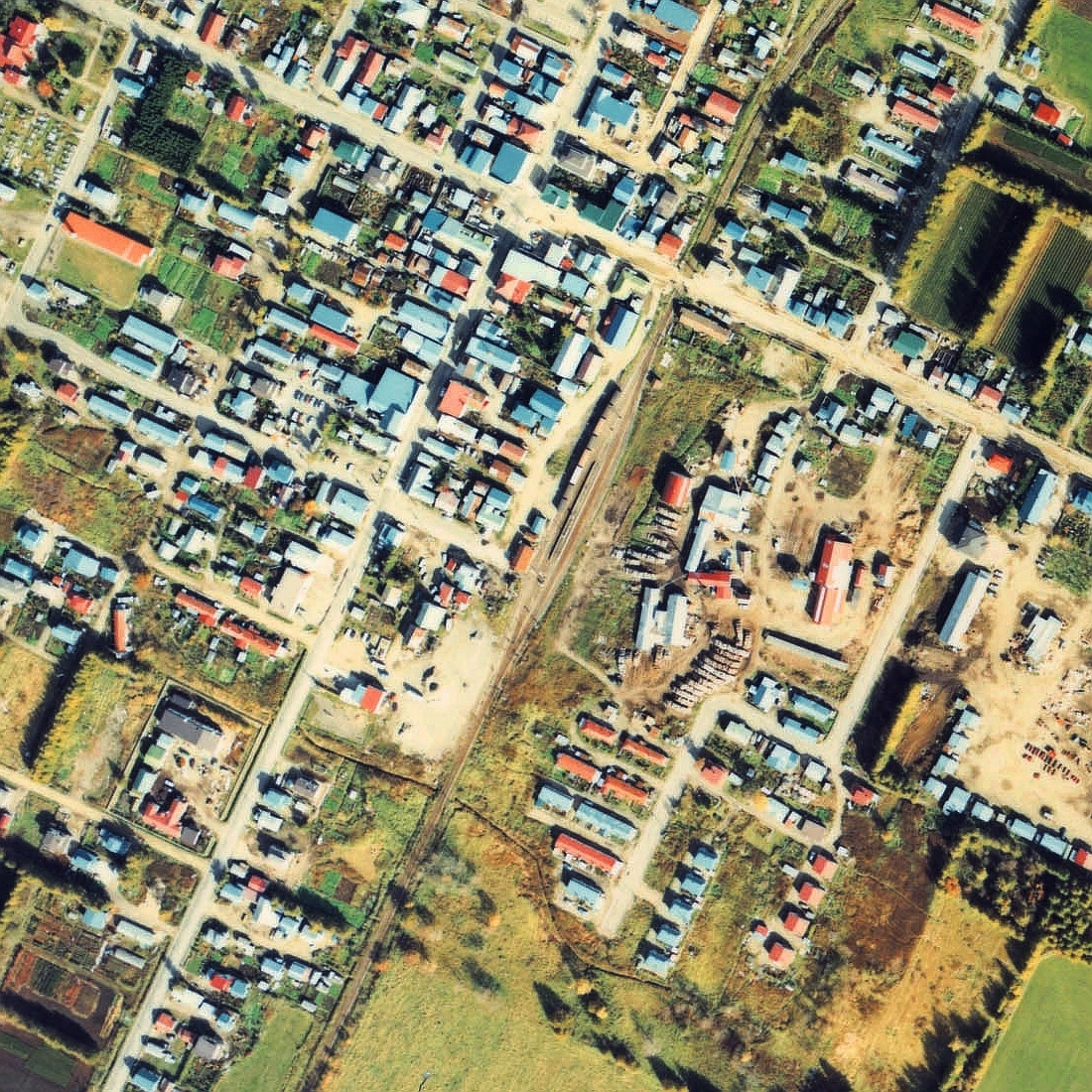
1977年の川北駅と周囲約500m範囲。上が根室標津方面。上端に本線脇から左にそれて北上して行く、かつての殖民軌道忠類線の路盤跡が見える。

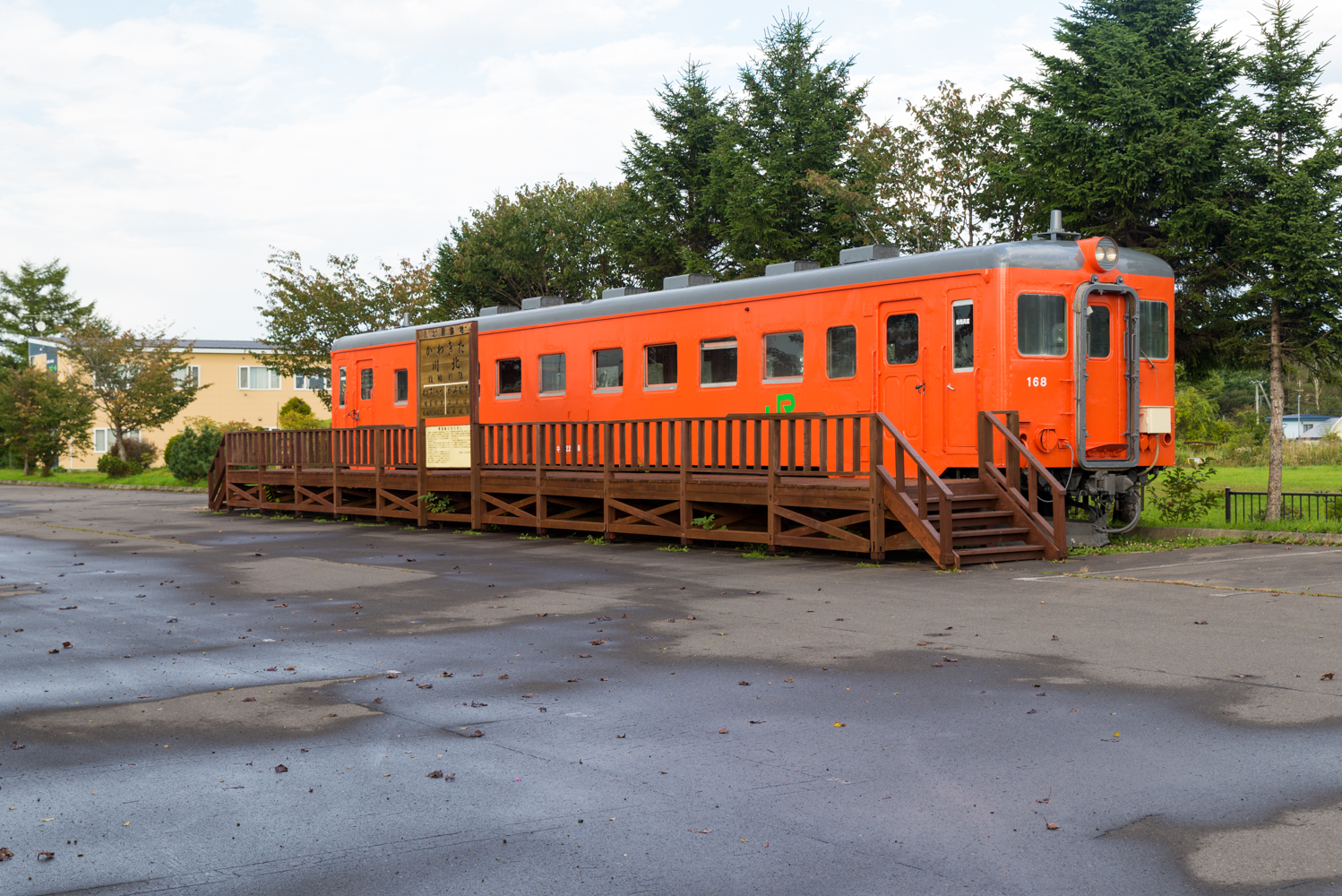
保存されているキハ22 168

川北駅（かわきたえき）は、かつて北海道標津郡標津町字川北に設置されていた、北海道旅客鉄道（JR北海道）標津線の駅（廃駅）である。電報略号はカキ。事務管理コードは▲111707。

## 歴史
- 1937年（昭和12年）10月30日：国有鉄道標津線の川北駅として開業[1]。一般駅[1]。
- 1980年（昭和55年）4月30日：貨物の取り扱いを廃止[1]。
- 1984年（昭和59年）2月1日：荷物の取り扱いを廃止[1]。
- 1986年（昭和61年）
  - 10月23日：交換設備の運用を停止[3]。
  - 11月1日：無人駅化[4]。
- 1987年（昭和62年）4月1日：国鉄分割民営化により、JR北海道に継承[1]。
- 1989年（平成元年）4月30日：標津線の全線廃止に伴い、廃駅となる[1]。

### 駅名の由来
標津川の北にあることから。

## 駅構造
貨物及び荷物取り扱い廃止までは、島式ホーム1面2線と、さらに駅舎側に貨物積降線1本、及び外側に留置線1本を有する列車行き違い可能駅であった。駅舎は構内西側（中標津方面に向かって右側）の中標津寄りにあって地面に直接建てられ、駅舎正面とホームの中標津側端が、線路上を横断する形で連絡していた。駅舎横の根室標津側には、貨物積降場が設けられていた。
貨物及び荷物取り扱い廃止後は、貨物積降線と留置線が撤去されて、島式ホーム1面2線の列車行き違い可能駅になった。
さらに無人駅化に伴って、駅舎とは反対側の1本に棒線化された。したがって、廃止時点では島式ホーム1面1線（片面使用）となっていた。

1955年まで、駅舎側貨物積降線の北側に接して、標津町古多糠まで通じる殖民軌道忠類線の停車場が置かれていた。

## 利用状況
乗車人員の推移は以下のとおり。年間の値のみ判明している年については、当該年度の日数で除した値を括弧書きで1日平均欄に示す。乗降人員のみが判明している場合は、1/2した値を括弧書きで記した。
| 年度               | 乗車人員 | 乗車人員 | 出典  | 備考 |
| 年度               | 年間     | 1日平均  | 出典  | 備考 |
| ------------------ | -------- | -------- | ----- | ---- |
| 1978年（昭和53年） |          | 210      | [ 6 ] |      |

## 駅周辺
- 標津町農業協同組合
- 川北郵便局
- 旧海軍標津第二航空基地跡地（川北飛行場、標津町指定文化財）
- 北海道道774号川北中標津線
- 阿寒バス「川北」停留所

## 現状

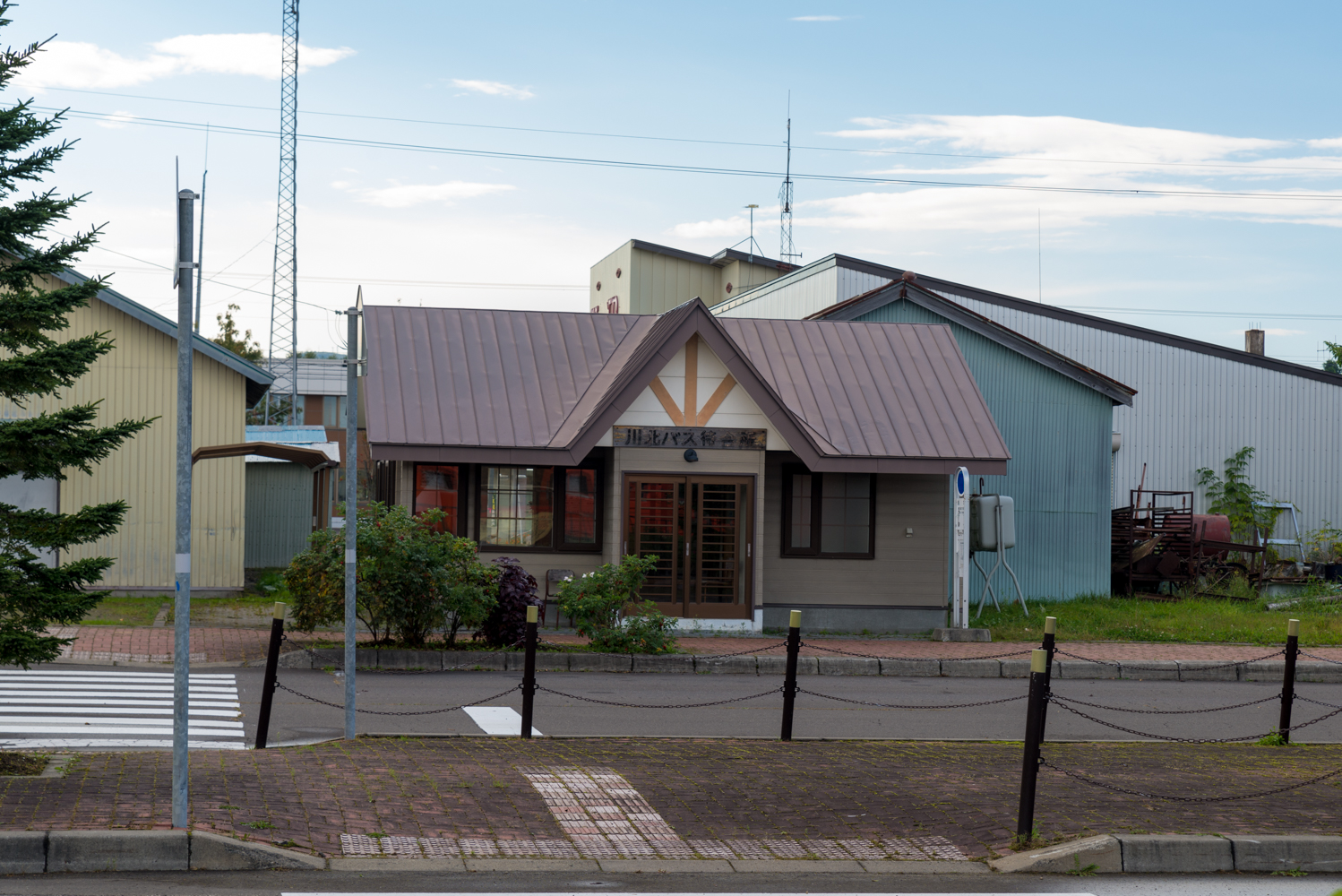
バス待合所

- バス待合所とふれあいセンターになっている。
- 木製のプラットホームがあり、キハ22形気動車が展示されている。また、木製の駅名標を真似た標識が立っている。

## 隣の駅
北海道旅客鉄道
標津線
上武佐駅 - 川北駅 - 根室標津駅